# Cian Ciarán
Cian Ciarán (* 16. června 1976 Bangor, Wales) je velšský hudebník a skladatel.
Od roku 1993 je členem rockové skupiny Super Furry Animals a několik let působil spolu s Kevinem Tamem v projektu Acid Casuals. V roce 2003 hrál na albu A Year to the Day skupiny The Zephyrs. Poté, co skupina Super Furry Animals přestala v roce 2010 vystupovat (o pět let později začala opět vystupovat), vydal se Cian Ciaran na sólovou dráhu. Své první sólové album nazvané Outside In vydal v srpnu 2012. Druhé They Are Nothing Without Us následovalo v září 2013. V březnu 2015 vydal nový singl „Stand Up“.
Od roku 2014 rovněž působí ve skupině Zefur Wolves. V roce 2014 spolupracoval s auralským hudebníkem Wildingem; z jejich spolupráce vzešly písně „Missing Her“ a „Stuck in the Middle“. Roku 2016 dokončil hudbu k představení Rhys and Meinir, kterou nahrál orchestr BBC National Orchestra of Wales a vypravěčem byl herec Rhys Ifans. Ciarán na této kompozici pracoval téměř dvacet let. Studiová verze díla vyšla roku 2017.
Jeho bratrem je bubeník Dafydd Ieuan, který rovněž působí ve skupině Super Furry Animals.

## Diskografie

### Sólová
- Outside In (2012)
- They Are Nothing Without Us (2013)
- Rhys a Meinir (2017)
- 20 Millisieverts Per Year (2018)

### Ostatní
- Parodi (Aros Mae, 1990)
- Moog Droog (Super Furry Animals, 1995)
- Fuzzy Logic (Super Furry Animals, 1996)
- Radiator (Super Furry Animals, 1997)
- Guerrilla (Super Furry Animals, 1999)
- Mwng (Super Furry Animals, 2000)
- Rings Around the World (Super Furry Animals, 2001)
- Phantom Power (Super Furry Animals, 2003)
- A Year to the Day (The Zephyrs, 2003)
- Love Kraft (Super Furry Animals, 2005)
- Simsalabim (Sibrydion, 2007)
- Hey Venus! (Super Furry Animals, 2007)
- Dark Days/Light Years (Super Furry Animals, 2009)
- Coyote (El Goodo, 2009)
- Campfire Classics (Sibrydion, 2009)
- The Future Is Medieval (Kaiser Chiefs, 2011)
- Keltic Voodoo Boogaloo (The Earth, 2014)
- Season Sun (Gulp, 2014)
- Futurology (Manic Street Preachers, 2014)
- Zefur Wolves (Zefur Wolves, 2015)
- Baby Queens (Baby Queens, 2016)
- Truth Is in the Stars (Zefur Wolves, 2019)
- DK.01 (Das Koolies, 2023)